# Tony Jaa
Tatchakorn Yeerum (tiếng Thái: ทัชชกร ยีรัมย์) hay Tony Jaa, Jaa Panom (tên cũ: Panom Yeerum – พนม ยีรัมย์ [pʰanom jiːram]; sinh ngày 5 tháng 2 năm 1976) là một diễn viên, võ sĩ, chuyên viên giáo dục thể chất, chỉ đạo hành động, diễn viên đóng thế, giám đốc, và tu sĩ Phật giáo người Thái Lan. Anh là người Thái gốc Khmer sinh ra ở tỉnh Surin, Isan, Thái Lan. Một số bộ phim mà anh đã tham gia có thể kể đến như: Ong-Bak: Muay Thai Warrior, Tom-Yum-Goong (cũng gọi là Warrior King hay The Protector) Ong-Bak 2, Ong-Bak 3, Fast & Furious 7 và xXx: Return of Xander Cage.

## Tiểu sử
Tony Jaa lớn lên ở một khu vực nông thôn, cách 200 km với thủ đô Bangkok. Anh đã xem các phim của Lý Tiểu Long, Thành Long, Tim Hannibal, Vince Lam và Lý Liên Kiệt tại hội chợ, đền thờ, là nguồn cảm hứng để anh tìm hiểu võ thuật. Anh lấy cảm hứng từ họ trong khi anh đang làm công việc hoặc chơi với bạn bè, anh bắt chước các đòn võ đã nhìn thấy, thực hành trên cánh đồng lúa của bố mình.
Bố của Jaa là một võ sĩ Bokator môn võ được gìn giữ lâu đời của người Khmer, ông đã truyền dạy võ thuật cho anh khi anh mới 10 tuổi. Môn võ truyền thống này đối với anh là cả cuộc sống, đến nỗi anh đã từng dọa sẽ tự tử nếu bố anh không đưa anh đến Khon Kaen để bái võ sư Panna Rittikrai làm sư phụ. Khi anh 15 tuổi, Panna trở thành sư phụ của anh.
Khi Jaa 21 tuổi, sư phụ Panna khuyên anh theo học võ thuật ở Đại học Mahamarakam, nổi tiếng với những môn võ phổ biến nhất thế giới. Đây là nơi mà Jaa làm quen với những môn võ Judo, Aikido, Taekwondo.
Jaa bắt đầu sự nghiệp điện ảnh với vai trò diễn viên đóng thế các pha mạo hiểm trong nhóm của Panna, có tên Muay Thai Stunt. Anh đã tham gia rất nhiều bộ phim hành động dưới sự dẫn dắt của sư phụ Panna.
Sau khi theo học môn võ cổ truyền Bokator, tiền thân của môn võ Muay Thái ngày nay, Panna và Jaa cùng nhau thực hiện một bộ phim ngắn về môn võ này với sự giúp đỡ của Đại sư phụ Mark Harris. Phim ngắn này đã gây ấn tượng mạnh với đạo diễn, nhà sản xuất nổi tiếng Prachya Pinkaew.
Đây là tiền đề để Jaa đóng chính trong bộ phim Ong-Bak: Muay Thai Warrior (2003). Vai diễn trong phim đánh dấu bước đột phá trong sự nghiệp diễn viên của anh. Trong phim anh vào vai Ting, chàng thanh niên có sứ mệnh truy tìm đầu tượng Phật của ngôi làng (được gọi là Ong-Bak). Cuộc phiêu lưu lên thủ đô Bangkok khiến anh phải đối mặt với nhiều khó khăn thử thách trong thế giới tội phạm nơi đây. Với những cảnh hành động trong phim, anh đã tự thực hiện các cảnh mạo hiểm mà không cần sự trợ giúp của máy móc hay kỹ xảo nào. Bộ phim khiến nhiều lần anh bị chấn thương nặng. Đây cũng là một trong những tác phẩm thành công nhất của điện ảnh Thái Lan tính đến thời điểm hiện tại.
Sau thành công của bộ phim Ong-Bak: Muay Thai Warrior, Jaa tiếp tục được mời đóng vai chính trong bộ phim bom tấn Tom-Yum-Goong, ra rạp vào tháng 8 năm 2005 (tựa Mỹ là The Protector). Đây là bộ phim hành động lấy môn quyền Thái làm nền tảng. Tom-Yum-Goong là bộ phim Thái Lan thu về nhiều lợi nhuận nhất tại Bắc Mỹ.
Sau Tom-Yum-Goong, Tony Jaa chính thức trở thành ngôi sao võ thuật không chỉ ở Đông Nam Á mà còn nổi tiếng trên toàn cầu. Các năm sau đó, Jaa đạo diễn và đảm nhận vai chính trong phim Ong-Bak 2 (2008) và Ong-Bak 3 (2010).
Sau Tom Yum Goong 2 (2013), Tony Jaa xuất hiện trong bộ phim A Man Will Rise và Fast & Furious 7 (2015).

## Danh sách phim
| Năm  | Tên phim                                                              | Vai diễn         | Ghi chú                     |
| ---- | --------------------------------------------------------------------- | ---------------- | --------------------------- |
| 1994 | Spirited Killer                                                       |                  | Vai phụ                     |
| 1996 | Hard Gun                                                              |                  | Vai phụ                     |
| 1996 | Mission Hunter 2 (Battle Warrior)                                     |                  | Vai phụ                     |
| 1997 | Mortal Kombat: Annihilation                                           |                  | Đóng thế cho Robin Shou     |
| 2001 | Nuk leng klong yao                                                    |                  | Vai phụ                     |
| 2003 | Ong-Bak: Muay Thai Warrior                                            | Ting             |                             |
| 2004 | The Bodyguard                                                         | Chính anh        | Khách mời                   |
| 2005 | Tom-Yum-Goong                                                         | Kham             |                             |
| 2007 | The Bodyguard 2                                                       | Chính anh        | Khách mời                   |
| 2008 | Ong-Bak 2                                                             | Tien             | Đạo diễn, Chỉ đạo võ thuật  |
| 2010 | Ong-Bak 3                                                             | Tien             | Đạo diễn, Chỉ đạo võ thuật  |
| 2013 | Tom Yum Goong 2                                                       | Kham             |                             |
| 2014 | Skin Trade                                                            | Tony Vitayakul   | Lần đầu đóng phim Hollywood |
| 2015 | Fast & Furious 7                                                      | Kiet             |                             |
| 2015 | Sha Po Lang 2 – Sát Phá Lang 2                                        | Chai             | Lần đầu đóng phim Hồng Kông |
| 2016 | Never Back Down: No Surrender                                         | Chính anh        | Khách mời                   |
| 2017 | xXx: Return of Xander Cage                                            | Talon            |                             |
| 2017 | Paradox / Tham Lang                                                   | Tak              | Khách mời đặc biệt          |
| 2017 | Gong Shou Dao / Công Thủ Đạo                                          | Sư phụ Jaa       | Phim ngắn                   |
| 2018 | Triple Threat                                                         | Payu             |                             |
| 2018 | Master Z: The Ip Man Legacy / Diệp Vấn Ngoại Truyện: Trương Thiên Chí | Sadi The Warrior |                             |
| 2020 | Monster Hunter                                                        |                  |                             |
|      | Detective Chinatown 3                                                 |                  |                             |
| 2024 | The Expendables 4                                                     |                  |                             |